# Tlalquetzalapa
Tlalquetzalapa es una localidad del estado mexicano de Guerrero. Es parte del municipio de Copanatoyac.

## Toponimia
El nombre «Tlalquetzalapa» proviene de los términos en náhuatl: tlalli, tierra; quetzalli, quetzal o hermoso; apan, río. Su significado es «En el río de la tierra hermosa».

## Demografía
| Gráfica de evolución demográfica |
|                                  |

| Censo | Población |
| ----- | --------- |
| 1900  | 584       |
| 1910  | 608       |
| 1921  | 437       |
| 1930  | 425       |
| 1940  | —         |
| 1950  | 374       |
| 1960  | 626       |
| 1970  | 635       |
| 1980  | 638       |
| 1990  | 707       |
| 2000  | 701       |
| 2010  | 810       |
| 2020  | 1 046     |